# Droga wojewódzka nr 539
Droga wojewódzka nr 539 (DW539) – droga wojewódzka w województwie mazowieckim i kujawsko-pomorskim o długości 20 km. Łączy Józefowo i Tłuchowo. .